# Verwaltungsgemeinschaft Harth

Lage der ehemaligen Verwaltungsgemeinschaft im Landkreis Greiz

In der Verwaltungsgemeinschaft Harth im heutigen thüringischen Landkreis Greiz hatten sich die Gemeinden Crimla und Harth zur Erledigung ihrer Verwaltungsgeschäfte zusammengeschlossen.

## Geschichte
Die Verwaltungsgemeinschaft wurde am 28. November 1991 aus den Gemeinden Crimla, Köfeln, Frießnitz und Burkersdorf gebildet. Letztere drei Gemeinden schlossen sich zum 9. April 1994 zur Gemeinde Harth zusammen
Zum 21. Dezember 1995 wurde die Verwaltungsgemeinschaft aufgelöst. Während Harth mit der Nachbargemeinde Pöllnitz die neue Gemeinde Harth-Pöllnitz bildete, wurde Crimla zu einer selbständigen Gemeinde.
Am 31. Dezember 1994 betrug die Einwohnerzahl 1502.